# Legat (antiga Roma)
El legat (en llatí legatus) va ser una magistratura de l'antiga Roma. En els casos de guerra els cònsols de Roma podien delegar el comandament de l'exèrcit en un lloctinent que ocupava les seves funcions com a legatus (legat). El significat concret de legatus canviava segons la naturalesa de la seva missió, però la idea inherent a la paraula, la del nomenament oficial d'un individu per a una finalitat determinada, és la mateixa al llarg de la història.

## Tipus de legats
Nominalment existien legats de dos tipus:
- legats o ambaixadors romans enviats per Roma a estats estrangers o amb missions concretes a les províncies.
- legats militars equivalents a lloctinents dels generals romans en campanya, o dels procònsols o propretors a les províncies.

També s'anomenaven legats o ambaixadors als enviats pels estats estrangers a Roma. El seu nom era el de legats exteriors.

## Ambaixadors romans
Ambaixadors o legats romans eren els enviats pel senat romà a estats estrangers. El seu nomenament era considerat un gran honor i només es concedia a homes il·lustres. Dionís d'Halicarnàs diu que els legats romans tenien el poder d'un magistrat i el caràcter sagrat d'un sacerdot. Segons Titus Livi, la primera menció de legats d'aquest tipus va ser l'any 456 aC, quan el senat va enviar tres legats al poble dels eques per queixar-se de les infraccions del tractat que tenien establert. Fins a aquell moment, les funcions diplomàtiques i els tractats s'havien realitzat a través del col·legi de fecials. Des de llavors, els legats eren més aviat negociadors, i els fecials van passar a ser els que autoritzaven les declaracions de guerra.
La forma de nomenament dels legats en el seu inici passava pels comicis curiats, però més endavant era una tria que feia el senat entre les persones que considerava més idònies. Cap al final de la República, la selecció es va fer per sorteig. Generalment els legats eren sempre senadors, però en casos excepcionals es van nomenar legats que no ho eren.
En les primeres ambaixades, el nombre de legats era de tres, segons Titus Livi. Però es coneixen casos de legacions formades per dos, quatre o sis membres, i la majoria de les ambaixades després de la Segona Guerra Púnica eren de deu legats. De vegades s'enviava un únic legat. Els legats tenien el que s'anomenava auctoritas, és a dir, actuaven amb el permís de l'estat. Com que les comunicacions amb Roma eren difícils, actuaven amb molta llibertat i eren plenipotenciaris. Fins a la lex Julia repetundarum (59 aC) no es van legalitzar les sancions que es podien aplicar als legats que actuaven pel seu compte, però només si havien estat culpables de repetunda (extorsió).
Viatjaven amb càrrec a l'erari i s'identificaven per un anell, i normalment utilitzaven naus de guerra per anar a països llunyans. Cap a la fi de la República se'ls permetia portar un o dos lictors. Eren inviolables, com també ho eren els ambaixadors d'altres pobles que arribaven a Roma.

### Legats republicans
Durant la república romana els legats acompanyaven als generals de l'estat, com a lloctinents; eren els seus legats, els que els representaven allà on els generals (generalment els cònsols o pretors) no arribaven. Al darrer segle de la república alguns procònsols o propretors no van voler assolir els governs provincials que els havien pertocat i enviaven com a governador al seu legat.
Per ser legat calia un senatus consultum i els cònsols, pretors o dictadors que nomenaven legats havien d'esperar l'aprovació del senat. Generalment es nomenava a persones de gran talent militar que podia ajudar al seu superior en tot el que necessitava i podia exercir si calia també l'administració civil. Eren per descomptat persones de la màxima confiança del que els nomenava, i molt sovint germans o parents propers. El legat no tenia poder independent del seu general.
El nombre de legats variava segons la importància de la guerra o l'extensió de la província; el mínim en guerra era tres, però per exemple Gneu Pompeu Magne tenia 15 legats durant la guerra a l'Àsia Menor. Quan un cònsol deixava l'exèrcit o un procònsol la seva província, els legats o un d'ells ocupava el seu lloc i llavors tenia el poder i era anomenat legat propretor. Sovint algunes províncies van ser governades per legats sense cap referència a un superior, però és de suposar que perquè estaven ocupats en feines més importants.

### Legats imperials
Quan va acabar la República, totes les negociacions amb els pobles estrangers van passar a mans del princeps, que nomenava els seus propis ambaixadors. El dret del senat a enviar legats es va mantenir, però, només en teoria, i enviaven legats als prínceps quan es trobava a les províncies, segons diu Tàcit.

## Legats militars
Durant l'Imperi Romà les províncies del senat eren governades per procònsols o propretors. Els procònsols tenien sempre tres legats i els propretors només un. A les províncies imperials el procònsol imperial era nomenat per l'emperador i el càrrec havia de correspondre a persones que havien estat cònsols, pretors o almenys senadors; aquest procònsols imperials van rebre el nom de legats propretors d'August, o legats pretorians, o legats consulars o simplement legats, i al seu torn tenien tres legats com ajudants, segurament els legati juridici, que sembla que eren persones de rang senatorial designades pels prínceps per a exercir els deures judicials subordinats que en les províncies senatorials eren administrades pels legati ordinaris del procònsol.
Els legati pro praetore van ser sempre, fins al regnat de Gal·liè, de rang senatorial, com ho demostra el fet que l'únic governador provincial que no era senador, el praefectus Aegypti, no va rebre mai el títol de legatus.
Al segle i van aparèixer els anomenats legats lliures, que eren senadors que feien viatges particulars a províncies i es feien nomenar legats pel senat per tenir les despeses cobertes pels provincials. Eren legats formalment però no tenien cap missió a complir. El nom llatí de la seva feina era legatio libera. Ciceró va voler acabar amb aquesta pràctica sense èxit, encara que va aconseguir que la legació es limités a un any. Juli Cèsar va limitar el temps a cinc anys, i així es va mantenir almenys fins al segle iii.
Després de les reformes de Dioclecià i de Constantí que van canviar l'estructura del govern, els legats van desaparèixer. Només van quedar els legats de les províncies romanes d'Àfrica, Àsia i Acaia van conservar un legat adscrit al procònsol governador de cada província.